# Kristian Mørch
Johannes Peter Kristian Ari Tobias Mørch (født 5. april 1930 i Ukkusissat, død 3. maj 2017 i Ilulissat) var en grønlandsk præst, der blev Grønlands første biskop i 1993 efter oprettelsen af Grønlands Stift. Han betragtes også som bagmanden bag dannelsen af Kirken i Grønland både med sin egen identitet og en del af Folkekirken.

## Biografi
Mørch blev født i 5. april 1930 i Ukkusissat ved Uummannaq. Han tog til Danmark, hvor han læste til lærer på Haslev Seminarium efterfulgt af en overbygning i teologi ved Københavns Universitet. Han afsluttede teologiuddannelsen i 1958 og vendte straks tilbage til Grønland. Han arbejdede som præst i Qaqortoq i en kort periode, før han i 1959 blev præst i Qaanaaq, hvor han fungerede som præst i mere end 10 år i tre forskellige perioder. Han har også været præst i Upernavik, Uummannaq, Ilulissat og Nuuk, indtil han blev udnævnt til biskop i 1993. Han blev vicebiskop i 1984 mens Grønland hørte under Københavns Stift og ni år senere biskop i Grønland. Han tiltrådte bispeembedet 1. november 1993 og blev bispeviet 19. juni 1994 af biskop Erik Norman Svendsen med deltagelse af dronningen og kirkeministeren. Som præst og biskop havde han stor indflydelse på Folkekirkens ståsted og udvikling. Indflydelse ikke kun i forhold til kirkens organisering men også i forhold til menneskelig kontakt til eksempelvis teologistuderende. Da han gik på pension i 1995, flyttede han fra Nuuk til Ilulissat med sin kone Elisabeth. Han blev afløst som biskop af Sofie Petersen. Han døde 3. maj 2017 i Ilulissat, 87 år gammel.

## National identitet
Mørch mente og insisterede på, at grønlandske studerende skulle vende hjem for at være med til at bygge landet op. Ifølge en artikel i Kristeligt Dagblad rådede han grønlandske studerende til ikke at gifte sig med danske kvinder, hvis de ikke var parate til at bosætte sig i Grønland.